# Onthophagus doitungensis
Onthophagus doitungensis är en skalbaggsart som beskrevs av Masumoto, Teruo Ochi och Hanboonsong 2002. Onthophagus doitungensis ingår i släktet Onthophagus och familjen bladhorningar. Inga underarter finns listade i Catalogue of Life.